# George William Hill (sculpteur)
Pour les articles homonymes, voir George Hill et Hill.

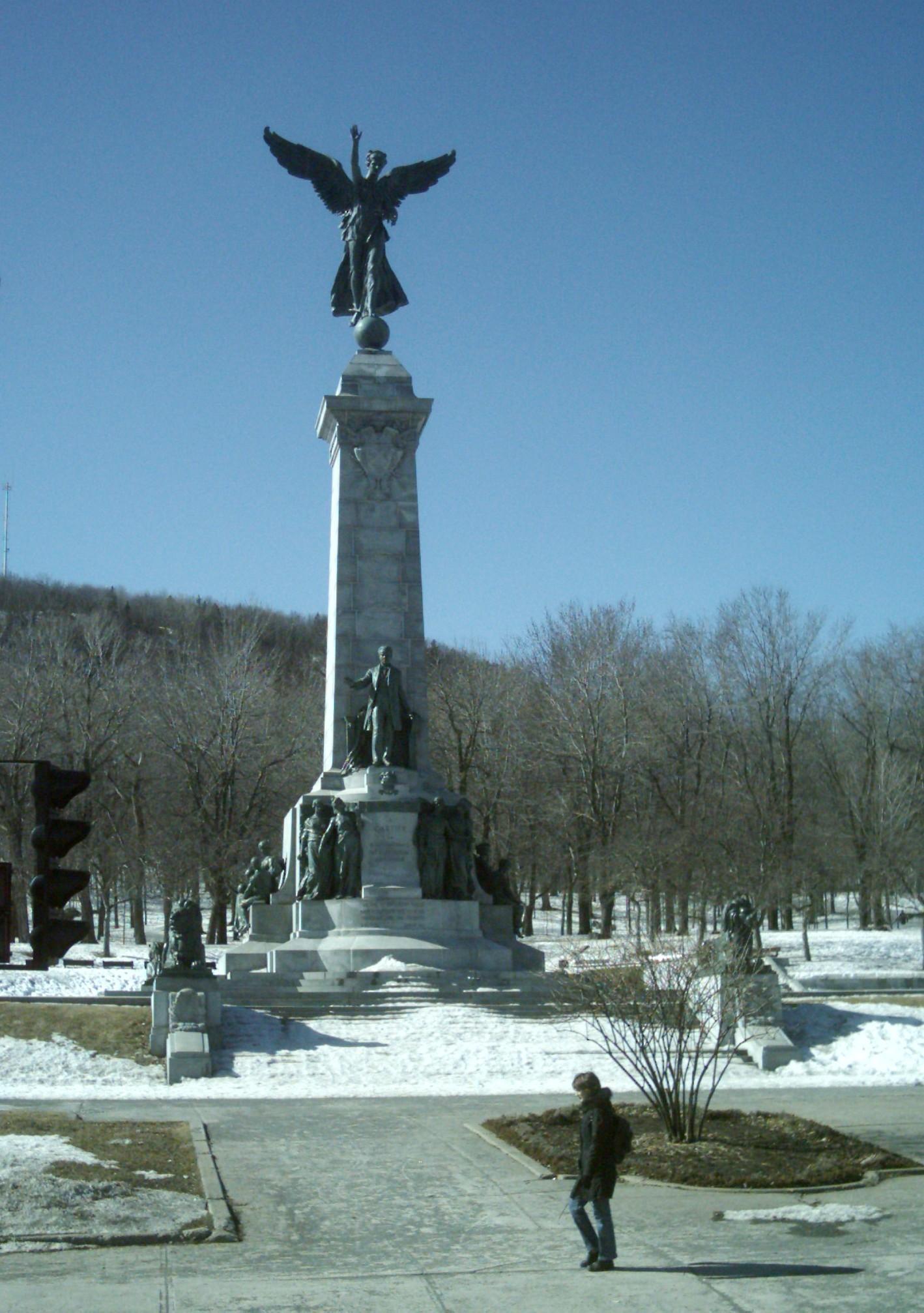
Monument à George-Étienne Cartier, une œuvre majeure de Hill, érigé en 1919

George William Hill (né à Shipton dans les Cantons-de-l’Est en 1862, mort en 1934) était un sculpteur québécois. Il est connu comme étant le sculpteur canadien le plus en vue de la première moitié du XXe siècle, en raison des nombreux monuments commémoratifs publics qu'il a réalisé.

## Biographie
Fils d'un tailleur de marbre, George W. Hill acquiert les rudiments de la taille de la pierre dans l'atelier de son père. En 1889, il part étudier à Paris, d'abord à l’École nationale des beaux-arts, puis à l’Académie Julian. Durant ses études, il sera formé dans les ateliers de grands noms de l'époque comme Alexandre Falguière, Jean-Antoine Injalbert et Henri-Michel-Antoine Chapu.
En 1894, il retourne au Québec pour ouvrir son atelier à Montréal et s'associer avec l'architecte Edward Maxwell. C'est alors que Hill se consacre à la réalisation de monuments publics, monuments qui le rendront célèbre.

## L'œuvre de G. W. Hill

### LeMonument aux héros de la guerre des Boers(1907)
Le Monument aux héros de la guerre des Boers situé au square Dorchester (anciennement Square Dominion) est un monument inauguré le 24 mai 1907, érigé pour rendre hommage aux soldats canadiens morts lors de la seconde guerre des Boers,,.
La statue représente un cheval cabré que retient par la bride son cavalier à pied. Il s'agit de l'unique statue équestre de Montréal, et de l'une des rares du pays.
Le Monument aux héros de la guerre des Boers (1912)
Le Monument aux héros de la guerre des Boers situé au Victoria Park, London Ontario. Ce monument fut inauguré en 1912 et donné par Imperial Order Daughters of the Empire (IODE).

### LeMonument Sir George-Étienne Cartier(1920)
Le Monument Sir George-Étienne Cartier, érigé dans le parc du Mont-Royal à Montréal en 1920, est sans doute l'une des œuvres les plus importantes du sculpteur. 
Hill fut choisi par un comité de citoyens pour réaliser le monument, sur lequel il travailla près de deux ans (de 1912 à 1914).

### LeMonument aux Braves-de-Sherbrooke(1926)
Le Monument aux Braves est un cénotaphe érigé en 1926 à Sherbrooke sur la rue King Ouest pour honorer anciens combattants. Cette œuvre est devenu une icône emblématique de la ville de Sherbrooke. Elle représente l'allégorie de la victoire, couronne de laurier en main, qui survole trois soldats canadiens.
La ville de Sherbrooke possède aussi la fontaine commémorative James Simpson-Mitchell, réalisée par Hill durant les années 1930.

### LeLion de Belfort
Inspiré du Lion de Belfort de Bartholdi et inauguré en 1897, le monument est installé au square Dorchester à Montréal.